# Naszeheperenszehmet

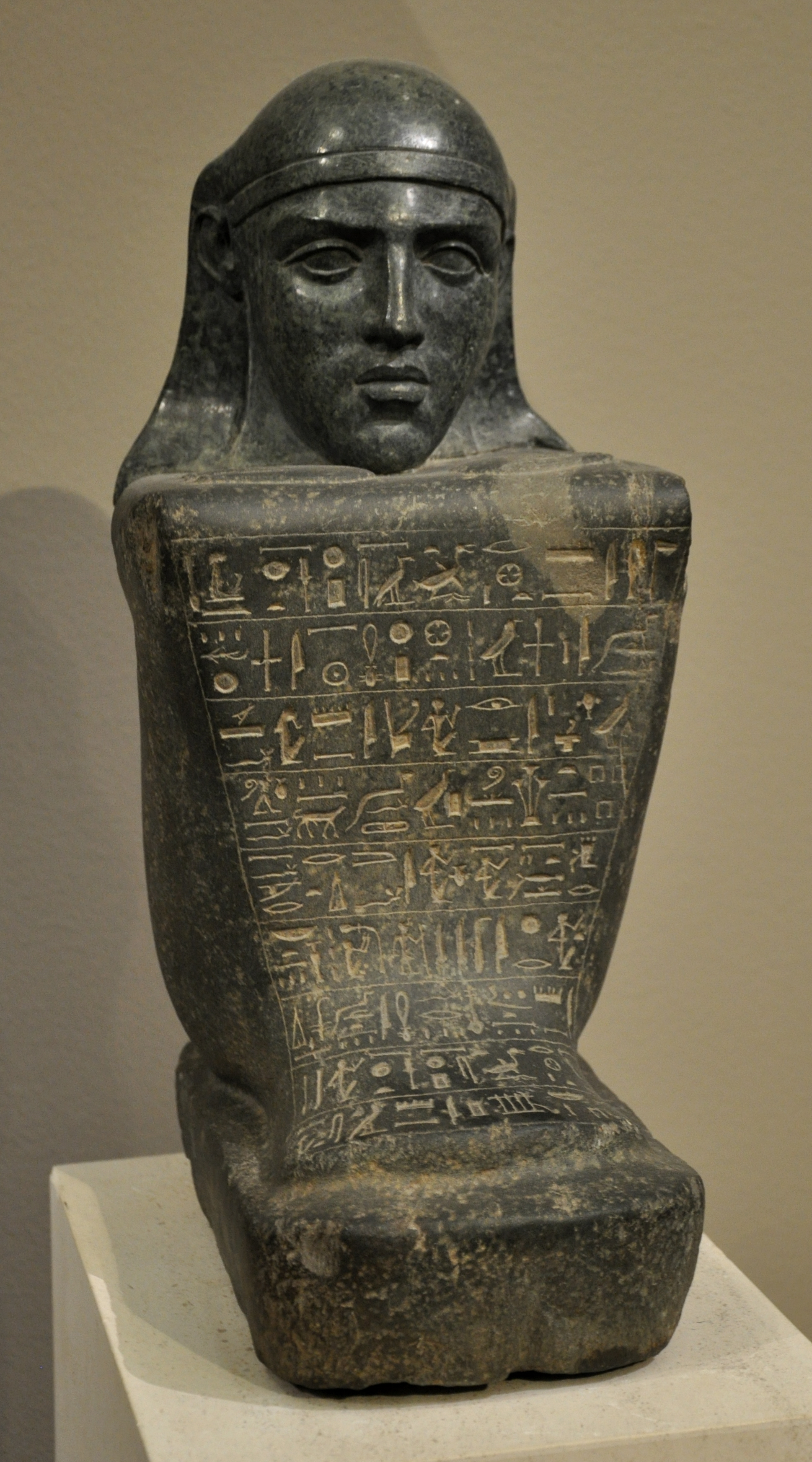
Naszeheperenszehmet kockaszobra

Naszeheperenszehmet (n3-sḫpr-n-sḫm.t) ókori egyiptomi vezír volt valószínűleg a XXVI. dinasztia idején, I. Pszammetik uralkodása alatt.
| n · A · s | x · p | n | sxm | x · t | A1 |

| n · A · s | x · p | n | sxm | x · t | A1 |

Egyedül egy őt ábrázoló kockaszoborról ismert. Erről tudni, hogy anyját Sepamontasepetnek hívták. Naszeheperenszehmet Ámon papja és a város kormányzója (polgármester) is volt. Mivel a szobor Szakkarából került elő, valószínű, hogy Alsó-Egyiptom vezírjeként szolgált. A szobor feje jóval későbbi, a 18. vagy 19. században készült, amikor gyakori volt a szobrok ilyesfajta helyreállítása. A szobrot jelenleg a frankfurti Liebieghaus állítja ki (katalógusszám 1449).

## Fordítás
- Ez a szócikk részben vagy egészben  a   Nasekheperensekhmet című angol Wikipédia-szócikk ezen változatának fordításán alapul.  Az eredeti cikk szerkesztőit annak laptörténete sorolja fel. Ez a jelzés csupán a megfogalmazás eredetét és a szerzői jogokat jelzi, nem szolgál a cikkben szereplő információk forrásmegjelöléseként.